# Софиевка (Сумский район)
Софиевка (укр. Софіївка) — село,
Севериновский сельский совет,
Сумский район,
Сумская область,
Украина.
Код КОАТУУ — 5924786912. Население по переписи 2001 года составляло 103 человека.

## Географическое положение
Село Софиевка находится на расстоянии до 1 км от сёл Вербовое, Бурчак и Скляровка.
Рядом проходит автомобильная дорога Р-44.